# Ploegendienstsyndroom
Ploegendienstsyndroom is een verstoring van het circadiaan ritme dat wordt gekenmerkt door slapeloosheid en ernstige vermoeidheid bij mensen die werken gedurende de nacht of andere onconventionele werktijden. De stoornis kan zich op verschillende manieren uiten, aangezien ploegendiensten op veel verschillende manieren kunnen worden ingedeeld. Ploegendienstsyndroom wordt in de DSM-5 gecategoriseerd als een subtype van de circadianeritme-slaap-waakstoornissen.
De belangrijkste symptomen van ploegendienstsyndroom zijn slapeloosheid en ernstige vermoeidheid, die ontstaan doordat iemand werkt (en slaapt) op afwijkende tijden. Daarnaast wordt de stoornis geassocieerd met in slaap vallen op werk. In het totaal slapen mensen die 's nachts werken minder lang en ook minder goed dan mensen die overdag werken. De vermoeidheid komt tot uiting in het gedrag; iemand valt vaker in slaap, is mentaal minder snel, is eerder geïrriteerd, presteert minder goed op cognitieve taken en heeft een groter risico op het veroorzaken van ongelukken. De symptomen nemen doorgaans af wanneer iemand een meer standaard slaap-waakritme aanneemt.